# Мардам-Бей, Фарук
Фарук Мардам-Бей (фр. Farouk Mardam-Bey; род. 23 апреля 1944, Дамаск) — французско-сирийский библиотекарь, историк и издатель. Автор очерков и документов о Магрибе и Ближнем Востоке.

## Биография
Родился 23 апреля 1944 года в Дамаске.
Изучал право, затем отправился в Париж изучать политологию. С 1965 года живёт во Франции. Работает библиотекарем Национального института восточных языков и культур, с 1989 по 1995 год был директором библиотеки Института арабского мира, затем стал советником по культуре института.
Фарук Мардам-Бей стал директором издательства Sindbad, когда оно было приобретено Actes Sud в 1995 году. Является редактором переведенных с арабского языка романов издательства Actes Sud (сборник «Синдбад») и директором сборника «Арабские миры». Переводил на французский стихи Саади Юсефа и Махмуда Дарвиша.
Журнал Télérama называет Фарука «Великим знатоком арабской культуры и литературы».

## Награды
- Кавалер Ордена Почетного легиона (14 июля 2018)[9]

## Работы
- Itinéraires de Paris à Jérusalem : la France et le conflit israélo-arabe (с Самиром Кассиром), 2 vol., 1992 et 1993[10]
- Traité du pois chiche (avec Robert Bistolfi), Sinbad, Actes Sud[фр.], coll. « L'Orient gourmand »,1998[11]
- Liban : figures contemporaines, 1999[10]
- La cuisine de Ziryâb (иллюстратор: Одиль Аллиет), Sinbad, Actes Sud, coll. « L'Orient gourmand », 1999
- La poésie arabe, Éditions Mango, 1999
- Jérusalem : le sacré et le politique, Actes Sud, coll. « Babel », 2000
- Le droit au retour : le problème des réfugiés palestiniens, Sinbad, Actes Sud, coll. « L'actuel », 2001
- Être arabe : entretiens avec Christophe Kantcheff (с Элиасом Санбаром), Actes Sud, 2005[10]
- La cuisine du petit Ziryâb (иллюстраторы: Сандрин Винсент и Стефани Бутье), Actes Sud Junior, 2005
- Anthologie de poésie arabe contemporaine (с Фатеном Мурадом, переводчик: Тахар Бекри, иллюстратор: Рашид Кораичи), Actes Sud, 2007[11]
- Les ancêtres liés aux étoiles, Actes Sud Beaux-Arts, 2008
- Mahmoud Darwich, anthologie (1992—2005), 2009[10]
- Sarkozy au Proche-Orient, Sindbad, Actes Sud, coll. « L'actuel », 2010
- Notre France (avec Elias Sanbar et Edwy Plenel), Sindbad, Actes Sud, coll. « L'actuel », 2011
- Le rescapé et l'exilé : Israël-Palestine, une exigence de justice (со Стефаном Эсселем и Элиасом Санбаром), 2012
- Dans la tête de Bachar al-Assad (с Зиадом Маджедом и Субхи Хадиди), Actes Sud, 2018[6]
- Tous témoins, Actes Sud, 2021[6]